# Полицейская часть
Полице́йская часть — административно-территориальная единица деления крупных городов, существовавшая в Российской империи с XVIII до начала XX века.

## История
Понятие «часть» использовалось для административных единиц в составе Санкт-Петербурга с 1737 года (наряду со «сторонами»), в составе Москвы с начала 1760-х гг. (до этого времени им соответствовали «полицейские команды»)
Систематическое деление городов на полицейские части было введено согласно «Уставу благочиния, или полицейскому», подписанного императрицей Екатериной II в 1762 году. Согласно этому документу, делению подлежали города более 4 тысяч дворов. В каждой части должно было находиться от 200 до 700 дворов. Полицией части руководил частный пристав. Части подразделялись на кварталы размером по 50-100 дворов, в которых полицией руководил квартальный надзиратель. Административным зданием части являлась канцелярия частного пристава, которая называлась «частным домом», «съезжим домом» или просто «частью». Кроме типичных полицейских функций, часть ведала пожарной охраной, для чего были организованы пожарные команды, размещавшиеся, как правило, в тех же частных домах. В части также велось упрощённое судопроизводство. Деление на полицейские части и кварталы использовалось для адресации домовладений, а также для статистических целей.
В 1866—1867 гг. в Санкт-Петербурге, позднее и в других городах (в 1881 году в Москве) деление частей на кварталы было заменено делением на участки. При этом участки были крупнее кварталов, так, в Петербурге вместо 58 кварталов было сформировано 38 участков.
Деление городов на полицейские части было заменено делением на районы после Февральской и Октябрьской революций.

## Некоторые города, где существовали полицейские части
- Санкт-Петербург — 12 частей
- Москва — 17 частей (первоначально 20)
- Варшава — 12 частей[6]
- Одесса — 8 частей и железнодорожные участки[6]
- Казань — 6 частей
- Саратов — 6 частей[7] (первоначально три[8])